# Iúlia Timoixenko
Iúlia Volodímirivna Timoixenko (en ucraïnès: Ю́лія Володи́мирівна Тимоше́нко AFI ˈjulijɑ wɔlɔˈdɪmɪriwnɑ tɪmɔˈʃɛnkɔ) (27 de novembre de 1960) és una política ucraïnesa que va ser en dues ocasions primera ministra d'Ucraïna. És la líder del partit Unió Panucraïnesa "Pàtria" (Всеукраї́нське об'є́днання «Батьківщи́на», transcrit: Vseukraïnske obiédnannia "Batkivsxina") i del Bloc Iúlia Timoixenko.
Abans de ser la primera dona a arribar al càrrec de primera ministra d'Ucraïna, Timoixenko va ser una líder clau de la Revolució taronja. En aquest període, alguns mitjans de comunicació occidentals la van anomenar la "Joana d'Arc" de la revolució.
Abans de començar la carrera política, Iúlia Timoixenko havia estat una reeixida i controvertida empresària de la indústria gasista. Timoixenko va ser primera ministra, en un primer període, entre el 24 de gener del 2005 i el 8 de setembre del mateix any. A les eleccions al Parlament d'Ucraïna de 2006 el seu bloc polític va restar en segon lloc. El 18 de desembre del 2007 va ser elegida primera ministra, càrrec que va ocupar fins al 3 de març del 2010, que va ser destituïda.
Des del maig del 2010, es van obrir diverses causes penals contra Timoixenko. L'11 d'octubre del 2011, un tribunal ucraïnès la va condemnar a set anys de presó, després de declarar-la culpable d'abús de poder amb relació a l'afer de la disputa gasista amb Rússia. La condemna fou vista com a "justícia aplicada de manera selectiva per motivacions polítiques" per part de la Unió Europea i altres organitzacions internacionals.
El 22 de febrer del 2014 la Rada Suprema n'ordena l'alliberament immediat. A la sortida de l'hospital de Khàrkiv on era reclosa, anuncià que tenia intenció de presentar-se a les següents eleccions presidencials, la qual cosa va confirmar posteriorment, el 29 de març, en rebujtar una candidatura unitària proposada per l'empresari Petrò Poroixenko.

## Primers anys i carrera
Iúlia Timoixenko (nascuda Hrihian) va néixer el 27 de novembre del 1960 a Dnipropetrovsk, Ucraïna Soviètica (llavors part de la Unió Soviètica). Sa mare, Liudmila Telehina (nom de soltera Nelepova), va néixer l'11 agost del 1937 a Dnipropetrovsk. Son pare, Volodímir Abràmovitx Hrihian -que va abandonar Liudmila Telehina i la seva filla quan Iúlia tenia tres anys—va néixer el 3 de desembre de 1937 a Dnipropetrovsk i era, segons el seu passaport soviètic, letó. Sa mare va ser Maria Iosipivna Hrihian, nascuda el 1909. Son pare fou Abram Kelmanóvitx Kapitelman (ucraïnès: Абрам Кельманович Капітельман, nascut el 1914); després de graduar-se a la Universitat Estatal de Dnipropetrovsk el 1940 Kapitalman va ser enviat a treballar a Ucraïna Occidental, on va fer "un trimestre acadèmic", com a director d'una escola jueva pública a la ciutat de Sniatin. En la tardor de 1940 Kapitalman, que va ser mobilitzat en l'exèrcit, fou mort en la Gran Guerra Pàtria (1941-1945) el 8 de novembre de 1944, en la qual participava amb el rang de "tinent de comunicacions".
Volodímir va abandonar la família quan Iúlia tenia un any, i Iúlia va ser criada només per sa mare. Timoixenko va prendre el cognom de la mare, "Telehina", abans de graduar-se a l'escola secundària el 1977. El 1979, Iúlia es va casar amb Oleksandr Timoixenko, fill de d'un funcionari soviètic de nivell mitjà. El 1980 naixia la seva filla Ievhénia.

### Educació
El 1977 Timoixenko es va graduar a l'escola secundària amb distinció (escola № 37 a Dnipropetrovsk).
El 1978 Timoixenko es va inscriure en el departament d'Automatització i Telemecánica de l'Institut de Mineria Dnipropetrovsk. El 1979 es va traslladar al Departament d'Economia de la Universitat Estatal de Dnipropetrovsk i es va especialitzar en enginyeria cibernètica. El 1984 Timoixenko es va graduar de la Universitat Estatal de Dnipropetrovsk amb honors de primer grau com a enginyera-economista.
El 1999, va defensar una tesi doctoral, titulada Regulació estatal del sistema tributari, a la Universitat d'Economia Nacional de Kíev.

### Activitats en el món dels negocis
Timoixenko ha estat un economista pràctica i acadèmica. Abans de la seva carrera política, va ser una reeixida però controvertida empresària de la indústria del gas; segons algunes estimacions, va arribar a ser una de les persones més riques del país, abans de convertir-se en la primera dona que ocupava el càrrec de primer ministre d'Ucraïna el 2005, Timoixenko va coliderar la Revolució Taronja. Va obtenir el tercer lloc en la Llista de la revista Forbes de les 100 dones més poderoses del món del 2005.
Es va graduar a la Universitat Estatal de Dnipropetrovsk el 1984. El 1988, com a part de les iniciatives de la perestroika, Iúlia i Oleksandr Timoixenko van manllevar 5000 rubles soviètics i va obrir una cooperativa de lloguer de vídeos, potser amb l'ajuda del pare d'Oleksandr Guennadi Timoixenko, que presidia una xarxa de distribució de cinema regional en el consell provincial.
El 1991, Timoixenko fundà (conjuntament amb el seu marit Oleksandr, Guennadi Timoixenko i Oleksandr Gravets) la "Companyia ucraïnesa de petrolis", una empresa que proveí de combustible la indústria agrícola de Dnipropetrovsk en el període comprès entre el 1991 i el 1995. Tymoshenko worked as a General Director. In 1995, this company was reorganized into United Energy Systems of Ukraine. Timoixenko va ser presidenta de Sistemes Units d'Energia d'Ucraïna (SUEU), una companyia intermediària de propietat privada que es va convertir en el principal importador de gas natural rus a Ucraïna, a partir de 1995 a l'1 de gener de 1997. Durant aquest temps va ser sobrenomenada la "princesa del gas". També va ser acusat d'"haver donat suborns a Pavló Lazarenko a canvi de domini de la seva empresa en el subministrament de gas del país", tot i que el jutge Martin Jenkins del Tribunal de Districte dels Estats Units per al Districte del Nord de Califòrnia, el 7 de maig de 2004, va desestimar les acusacions de rentada de diners i conspiració en relació amb SUEU, Somoli et al. (les empreses afiliades a Iúlia Timoixenko) en relació amb les activitats de Lazarenko. Durant aquest període, Timoixenko estigué involucrada en relacions comercials (ja sigui de tipus cooperatiu o hostil) amb moltes figures importants d'Ucraïna. Timoixenko també va haver de fer front a la gestió de la corporació russa Gazprom.
Iúlia Timoixenko afirma que, sota la seva direcció, SUEU resolgué amb èxit importants problemes econòmics: en 1995-1997, es va pagar el deute de milers de milions d'Ucraïna quant al gas natural de Rússia, Ucraïna va reprendre la cooperació internacional en la construcció de maquinària, la indústria d'oleoductes i la construcció, i l'exportació ucraïnesa de mercaderies a Rússia es va duplicar. En el període 1995-1997, Timoixenko va ser considerada una de les persones més riques del món dels negocis d'Ucraïna. Quan Timoixenko va fer la seva primera incursió en la política nacional, l'empresa es va convertir en un instrument de pressió política sobre ella i la seva família. La direcció de SUEU es va enfrontar a una persecució. Des de 1998, Timoixenko ha estat un dels polítics més importants d'Ucraïna. Va ser retirada de la llista de "Els 100 ucraïnesos més rics" el 2006.

## Carrera política

### Començaments
Iúlia Timoixenko va entrar a la política el 1996, quan va ser elegida membre de la Rada Suprema (Parlament d'Ucraïna) en la circumscripció #229, Bobrinets, óblast de Kirovohrad, aconseguint un rècord de 92,3% dels vots. Al Parlament, Timoixenko es va unir a la facció Centre Constitucional. Al febrer de 1997 aquest facció de centristes tenia una força de 56 legisladors i, d'acord amb Ukraïnska Pravda, va recolzar les polítiques del president d'Ucraïna Leonid Kutxma. A finals de novembre de 1997, el fiscal general d'Ucraïna va demanar a la Rada Suprema per aixecar la immunitat parlamentària de Timoixenko, però els diputats van votar en contra. A finals de 1997, Timoixenko va demanar que les pròximes eleccions presidencials ucraïneses no se celebressin el 1999, sinó a la tardor de 1998.
Timoixenko fou reelegida el 1998, va guanyar un districte electoral a l'óblast de Kirovohrad, i també va ser la número sis a la llista del partit Hromada. Es va convertir en una persona influent al parlament, i va ser nomenada Presidenta de la Comissió de Pressupost de la Rada Suprema. Després el líder del partit de Hromada Pavló Lazarenko va fugir als Estats Units el febrer de 1999 per evitar investigacions per malversació, diversos membres de la facció van deixar Hromada per unir-se a altres grups parlamentaris, entre els quals Timoixenko, que va crear la facció Unió Panucraïnesa "Pàtria" el març del 1999 en protesta contra els mètodes de Lazarenko." Pàtria" fou registrat oficialment com a partit al setembre del 1999, i va començar a atraure votants que havien votat per Ievhén Martxuk en les eleccions presidencials ucraïneses de 1999. El 2000, "Pàtria" va ser a l'oposició al president Kutxma.

#### Viceprimera ministra per al combustible i l'energia
Des de finals de desembre 1999 al gener 2001, Timoixenko va ser la viceprimera ministra per al sector dels combustibles i l'energia en el gabinet de Víktor Iúsxenko. She officially left parliament on 2 March 2000. Sota la seva direcció, la recaptació d'Ucraïna de la indústria de l'electricitat van augmentar en diversos milers per cent. Ella va rebutjar la pràctica de la barata al mercat de l'electricitat, i requerí els clients industrials a pagar per la seva electricitat en efectiu. Ella també va acabar amb les exempcions per a moltes organitzacions que estaven exemptes de pagar per l'energia. Les seves reformes van significar que el govern tingués fons suficients per pagar als funcionaris i augmentar els salaris.
El 2000, el govern de Timoixenko va proporcionar un fons addicional de 18 mil milions de hrívnies per a pagaments socials. La meitat d'aquesta quantitat es va recollir a causa de la retirada de fons dels plans alternatius, a la prohibició del pagament en bescanvi i la introducció de normes de competència al mercat de l'energia.
El 18 d'agost de 2000, Oleksandr Timoixenko, CEO de Sistemes d'Energia Units d'Ucraïna (SEUU) i marit de Iúlia Timoixenko, va ser detingut i arrestat. Timoixenko va dir que l'arrest del seu marit era el resultat de la pressió política sobre ella. El 19 de gener de 2001, el president Leonid Kutxma va ordenar Iúlia Timoixenko que deixés el seu càrrec. El llavors primer ministre Víktor Iúsxenko va acceptar en silenci el seu cessament, malgrat els seus èxits en el sector de l'energia. Els mitjans de comunicació ucraïnesos ho van qualificar com "la primera traïció de Víktor Iúsxenko". Poc després del seu acomiadament, Timoixenko va prendre el lideratge del Comitè de Salvació Nacional i va esdevenir activa en les protestes del moviment Ucraïna sense Kutxma. El moviment va adoptar una sèrie de partits de l'oposició, com ara el Bloc Iúlia Timoixenko, “Pàtria”, Partit Republicà Ucraïnès, Partit Republicà Conservador d'Ucraïna, Partit Republicà Ucraïnès "Assemblea", Partit Socialdemòcrata d'Ucraïna, Partit Demòcrata Cristià Ucraïnès i el Partit Patriòtic.

### Campanyes contra Kutxma i eleccions el 2002
El 9 de febrer de 2001, Timoixenko va fundar el Bloc Iúlia Timoixenko (el Comitè de Salvació Nacional es va fusionar amb ell), un bloc polític que va rebre el 7,2% dels vots en les eleccions al Parlament d'Ucraïna de 2002. Ha estat cap del partit polític Unió Panucraïnesa "Pàtria" des que el partit va ser organitzat el 1999.
El 13 de febrer de 2001, Timoixenko va ser arrestada i acusada de falsificació de documents duaners i contraban de gas el 1997 (mentre era presidenta de Sistemes Units d'Energia d'Ucraïna). Els seus partidaris polítics van organitzar nombroses manifestacions de protesta prop de la Presó de Lukianivska, on va ser mantinguda en custòdia. El març de 2001, la Cort de Districte de Petxersk (Kíiv) va considerar les acusacions infundades i va cancel·lar la sanció d'arrest. Segons Timoixenko, els càrrecs van ser fabricats pel règim de Kutxma, a instàncies dels oligarques amenaçats pels seus esforços per erradicar la corrupció i instituir reformes basades en el mercat. El 9 d'abril de 2003, la Cort d'Apel·lacions de Kíiv va emetre una sentència que invalidava i cancel·lava els procediments en els casos penals contra Iúlia Timoixenko i Oleksandr. Tot i que Timoixenko fou absolta dels càrrecs, Moscou mantingué una ordre d'arrest contra ella si entrava a Rússia. El 2005, tots els càrrecs van ser declarats infundats i es van sobreseure.
La causa penal va ser tancada en Ucraïna el gener de 2005 a causa de la falta de proves, i en Rússia al desembre de 2005 per causa del lapse de temps. El cas es va reobrir a Ucraïna el 24 octubre 2011, després de Ianukóvitx arribés al poder.
El marit de Timoixenko, Oleksandr, va passar dos anys (2002-2004) en la clandestinitat per evitar l'empresonament per càrrecs que la parella va dir que eren infundats i motivats políticament per l'anterior administració Kutxma.
Un cop es van retirar els càrrecs, Timoixenko va reprendre el seu lloc entre els líders de la campanya popular contra el president Kutxma per la seva presumpta participació en l'assassinat del periodista Heorhi Gongadze. En aquesta campanya, Timoixenko es va donar a conèixer com una líder revolucionària apassionada; un exemple d'això és un programa de televisió on apareix trencant les finestres de la presó durant una de les manifestacions. En aquell moment Timoixenko volia organitzar un referèndum nacional per fer caure el President Kutxma.
El nostre govern estava fent gairebé un treball subterrani sota la pressió rigorosa del president Kutxma i grups criminals oligàrquics. Tota iniciativa antiobscurantista de lluita contra la corrupció del Consell de Ministres era bloquejada, mentre que el Govern era objecte de xantatge i diferents provocacions. Diverses persones van ser detingudes només perquè els seus familiars estaven treballant per al Consell de Ministres i estaven duent a terme reformes reals que eren assassines per al sistema corrupte del poder. 
L'11 d'agost de 2001, els fiscals civils i militars en Rússia va obrir una nova causa penal contra Timoixenko amb l'acusació de suborn. El 27 de desembre de 2005, els fiscals russos van sobreseure aquests càrrecs. Els fiscals russos havien suspès una ordre d'arrest quan va ser nomenada primera ministra, però la van restablir després que fos destituïda el setembre de 2005. Els fiscals la van suspendre de nou quan ella va venir a Moscou per ser interrogada el 25 de setembre del 2005. Timoixenko no va viatjar a Rússia durant els seus primers set mesos com a primera ministra (el primer Govern Timoixenko).
El gener de 2002, Timoixenko es va veure involucrada en un misteriós accident de cotxe al que va sobreviure amb ferides lleus - un episodi que alguns creuen que va ser un intent d'assassinat governamental. El seu Mercedes, part d'un comboi de quatre vehicles, va col·lidir amb un Lada a Kíiv. El conductor de l'altre vehicle va patir ferides al cap i la policia va dir que les investigacions inicials suggerien que el xofer de Timoixenko havia tingut la culpa.

### Rol en la Revolució Taronja
En la tardor de 2001, tant Timoixenko com Víktor Iúsxenko va tractar de crear un ampli bloc d'oposició en contra del llavors president, Leonid Kutxma, per tal de guanyar les eleccions presidencials ucraïneses de 2004.
A finals de 2002, Timoixenko, Oleksandr Moroz (Partit Socialista d'Ucraïna), Petrò Simonenko (Partit Comunista d'Ucraïna) i Víktor Iúsxenko (Unió Popular la Nostra Ucraïna) va emetre una declaració conjunta sobre "el començament d'una revolució estatal a Ucraïna". En les eleccions presidencials ucraïneses de 2004, el partit comunista va sortir de l'aliança, però els altres partits es va mantenir aliats i Simonenko estava en contra d'un candidat únic de l'aliança (fins al juliol del 2006).
El març de 2004, Iúlia Timoixenko va anunciar que els líders de "La nostra Ucraïna", BYuT i el Partit Socialista d'Ucraïna estaven treballant en un acord de coalició en relació amb la participació conjunta en la campanya presidencial. Timoixenko va decidir no postular-se a la presidència i donar pas a Víktor Iúsxenko. El 2 de juliol de 2004, La nostra Ucraïna i el Bloc de Iúlia Timoixenko va establir la Força del poble, una coalició que tenia com a objectiu aturar "el procés destructiu que ha esdevingut, com a resultat de les autoritats en funcions, una característica d'Ucraïna". El pacte incloïa la promesa de Víktor Iúsxenko de nomenar Timoixenko com a primera ministra si Iúsxenko guanyava les eleccions presidencials d'octubre de 2004. Timoixenko estigué fent campanya activament per Iúsxenko, viatjant i participant en manifestacions a tot el seu territori. Després de Viktor Iúsxenko hagués abandonat la campanya pel seu misteriós enverinament, Timoixenko va continuar fent campanya a favor seu.
Després de la votació inicial el 31 d'octubre, dos candidats - Víktor Ianukóvitx i Víktor Iúsxenko - van procedir a una segona volta. Segons el previst d'entrada per Timoixenko, Iúsxenko va rebre el suport dels ex candidats que no van arribar a la segona volta, com Oleksandr Moroz (Partit Socialista), Anatoli Kinakh (Partit d'Industrials i Empresaris), l'exalcalde de la ciutat de Kíev Oleksandr Omeltxenko i altres.
El 6 de novembre de 2004, Timoixenko va demanar a la gent de difondre els símbols taronja (taronja era el color de la campanya de Iúsxenko). "Agafa un tros de tela de color taronja de la més barata que trobis, fes cintes i posa-les a tot arreu", va dir. "No espereu fins que els caps de campanya us en donin."
Quan les acusacions de frau van començar a estendre, l'"equip taronja" va decidir dur a terme una votació tabulació paral·lela durant el 21 de novembre 2004, van fer l'escrutini i van anunciar els resultats de forma immediata a les persones presents a la Plaça de la Independència (Maidan Nezaléjnosti) a Kíiv. Timoixenko feu una crida els habitants de Kíev per reunir-se a la plaça i va demanar a la gent d'altres ciutats i pobles que vinguessin en defensa de la seva elecció. "Porteu roba d'abrigar, mantega de porc i pa, all i ceba i atanseu-vos a Kíiv", va dir. El 22 de novembre de 2004, van esclatar protestes massives a les ciutats per tota Ucraïna: la més gran, a la Maidan Nezaléjnosti de Kíiv, va atreure un nombre estimat de 500.000 participants. Aquestes protestes es van fer coneguts com la Revolució Taronja. El 23 de novembre de 2004, Timoixenko va portar als participants de la protesta a l'Administració del president. Al Carrer de Bankova, la policia especial antiavalots van impedir que la processó anés més lluny, per la qual cosa la gent va aixecar Timoixenko i ella van caminar sobre els escuts de la policia a l'edifici de l'administració.
El 3 de desembre de 2004, el Tribunal Suprem d'Ucraïna va invalidar els resultats de la segona volta i va programar la repetició per al 26 de desembre de 2004. Després de la cancel·lació de la victòria oficial de Víktor Ianukóvitx, i a la segona volta de les eleccions, Víktor Iúsxenko va ser elegit president amb el 51,99% dels vots (Ianukóvitx va rebre un suport del 44,2%).
Durant les protestes, els discursos de Timoixenko a Maidan van mantenir l'impuls de les protestes als carrers. La seva popularitat va créixer de manera significativa, i ella va ser extraoficialment anomenada la "Joana d'Arc ucraïnesa", la "princesa taronja", i la "princesa de la Revolució Taronja". Altres sobrenoms addicionals inclouen "deessa de la Revolució", la "Princesa Leia de la política ucraïnesa", i "una Joana d'Arc eslava".

### Després de la Revolució Taronja. Primer mandat com a primera ministra

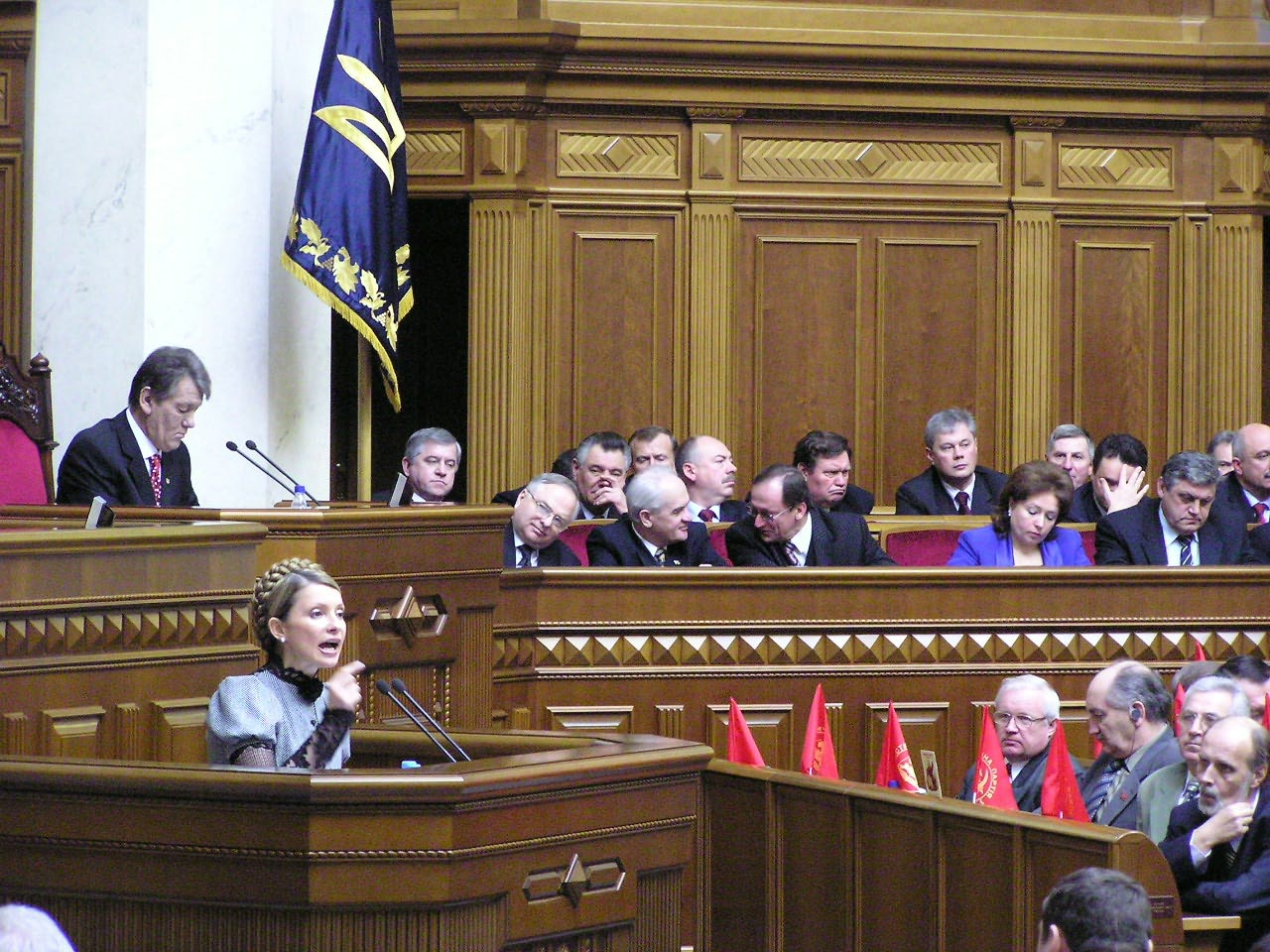
Iúlia Timoixenko al Parlament, 4 febrer 2005

El 24 de gener de 2005, Timoixenko va ser nomenada primera ministra interina d'Ucraïna sota la presidència de Iúsxenko. El 4 de febrer, el nomenament de primera ministra de Timoixenko va ser ratificat pel Parlament amb una majoria aclaparadora de 373 vots (es requerien 226 per a l'aprovació).
El Gabinet Timoixenko no tenien cap altre membre del partit de Timoixenko lleva de la mateixa Timoixenko i Oleksandr Turtxínov, que va ser nomenat Cap de Servei de Seguretat d'Ucraïna.
Aspectes més destacats de la primera legislatura de Timoixenko com a primera ministra
El 2005, com a primera mMinistra d'Ucraïna, Timoixenko va celebrar una licitació pública per a la privatització de Krivorijstal, com a resultat de la qual l'empresa es va vendre per 24200000000 de hrívnies (el preu de sortida va ser de 10 mil milions de hrívnies). Alhora, les zones econòmiques especials, que eren els "forats negres" per robar diners, van ser eliminats, i els pagaments de manutenció després del naixement d'un nen es van multiplicar per deu. Actualment hi ha un marcat augment en la taxa de natalitat a Ucraïna. 
El 28 de juliol, la revista Forbes va qualificar Timoixenko en la tercera dona més poderosa del món, només per darrere de Condoleezza Rice i Wu Yi. No obstant això, en la llista de la revista publicada l'1 de setembre de 2006, el nom de Timoixenko no es trobava entre els 100 primers.
No obstant això, el 8 de setembre, després de la renúncia de diversos alts funcionaris, entre ells el cap del Consell de Defensa i Seguretat Petrò Poroixenko i el viceprimer ministre Mikola Tomenko, El govern de Iúlia Timoixenko va ser cessat pel president Víktor Iúsxenko durant un discurs televisat en directe a la nació. Iúsxenko va arribar a criticar la seva feina com a cap del Gabinet en suggerir que havia donat lloc a una desacceleració econòmica i a conflictes polítics dins de la coalició governant. Va afirmar que Timoixenko estava servint els interessos d'algunes empreses, i la decisió del govern de tornar a privatitzar la planta de ferroaliatges de Nikopol (abans propietat del gendre de Leonid Kutxma, Viktor Pintxuk), "era la gota que feia vessar el got" i que li va fer cessar el govern. El 13 de setembre de 2005, Iúsxenko va acusar Timoixenko de traïció a les idees de la "Revolució Taronja". En la seva entrevista per a l'agència Associated Press, va dir que durant el temps de la seva presidència a SEUU, Timoixenko va acumular un deute de 8 milions de hrívnies, i que ella havia usat la seva autoritat com a primer ministre per cancel·lar aquest deute. Timoixenko ha declarat en repetides ocasions que la quantitat esmentada no era un deute, sinó les multes imposades per la Inspecció Tributària en el període 1997-1998, i que tots els casos relacionats amb SEEU s'havien tancat abans que ella esdevingués primera inistra.
Timoixenko va culpar el cercle més proper de Iúsxenko d'haver estat maquinant contra ella i soscavar les activitats del seu Gabinet. També va criticar Iúsxenko, dient a la BBC que havia "gairebé arruïnat la nostra unitat, el nostre futur, el futur del país", i que l'acció del president era absolutament il·lògica.
En aquest moment, Timoixenko va contemplar un ràpid creixement dels seus índexs d'aprovació, mentre que els índexs d'aprovació del president Iúsxenko van baixar. Aquesta tendència va ser posteriorment demostrat pels resultats de les eleccions parlamentàries el 2006, quan per primera vegada el BIuT va superar el partit "La nostra Ucraïna", aconseguint 129 escons davant 81, respectivament. Durant les eleccions parlamentàries anteriors de 2002, el BIuT tenia només 22 diputats al parlament, mentre que "La nostra Ucraïna" en tenia 112.
La tasca de Iúlia Timoixenko com a primera ministra en 2005 va ser complicat a causa dels conflictes interns en l'equip "taronja". Segons Timoixenko, el president Iúsxenko i Petro Poroixenko estaven tractant de convertir el Consell de Seguretat i Defensa Nacional en un "segon Consell de Ministres".
Timoixenko va ser succeïda com a primera ministra per Iuri Iekhanúrov.

### Oposició (2005-2007) i 2006 eleccions parlamentàries
Poc després del cessament de Timoixenko al setembre de 2005, l'Oficina del fiscal general de la Federació Russa va desestimar tots els càrrecs en contra seu. El 18 de novembre de 2005, el Tribunal Suprem d'Ucraïna va emetre una sentència que invalidava totes les causes penals contra Iúlia Timoixenko i la seva família.
Després de la seva destutició, Timoixenko va començar a recórrer el país en un intent per guanyar les eleccions al Parlament d'Ucraïna de 2006 com a líder del seu Bloc. Timoixenko aviat va anunciar que volia tornar al càrrec de primer ministre. Ho va fer per formar un equip fort que va començar una lluita política en dos fronts - les campanyes de Víktor Ianukóvitx i de Víktor Iúsxenko.
Amb el Bloc ve en segon lloc en les eleccions, i havent aconseguit 129 escons, molts van especular que podria formar una coalició amb el partit La nostra Ucraïna de Iúsxenko i el Partit Socialista d'Ucraïna (SPU) per evitar que el Partit de les Regions arribés al poder. Timoixenko va tornar a reiterar la seva postura pel que fa a convertir-se en primera ministra. No obstant això, les negociacions amb La nostra Ucraïna i l'SPU van haver de fer front a moltes dificultats, ja que els diferents blocs es barallaven pels càrrecs i es comprometien en contranegociacions amb altres grups.
El dimecres 21 de juny de 2006, els mitjans de comunicació ucraïnesos van informar que les parts finalment havien assolit un acord de coalició, que semblava haver acabat amb gairebé tres mesos d'incertesa política.
S'esperava la nominació i confirmació de Timoixenko com a nova primera ministra fos senzilla. No obstant això, la intriga política que va tenir lloc va trencar el pla. Els socis del BIuT, "La nostra Ucraïna" i el Partit Socialista d'Ucraïna (SPU), no van poder arribar a un acord sobre la distribució de poders, per tant la creació de la Coalició de Força Democràtica va quedar en suspens. Iúsxenko i els oligarques del seu cercle més proper estaven tractant d'impedir que Timoixenko tornés a exercir el càrrec de primera ministra. El seu nomenament va ser condicionat per l'elecció del seu rival d'antuvi Petrò Poroixenko de La Nostra Ucraïna a la posició de president del parlament. Oleksandr Moroz, president del Partit Socialista d'Ucraïna, també va expressar el seu interès a convertir-se en president. Timoixenko va dir que ella votaria a qualsevol president de la coalició. Als pocs dies de la signatura de l'acord de coalició, es va fer evident que els membres de la coalició desconfiaven uns dels altres, ja que consideraven que era una desviació dels procediments parlamentaris el fet de celebrar una votació simultània de Poroixenko com a President de la Rada i Timoixenko com a primera ministra.
El Partit de les Regions va anunciar un ultimàtum a la coalició on exigia que es respectessin els procediments parlamentaris,i demanava que la pertinença a les comissions parlamentàries s'assignés en proporció a llocs ocupats per cada fracció, a més d'exigir la presidència d'algunes comissions parlamentàries, i les governacions de les subdivisions administratives que havia guanyat el Partit de les Regions. El Partit de les Regions es va queixar que l'acord de coalició el privava a ell i als comunistes de tota representació en el poder executiu i de la presidència de les comissions parlamentàries, mentre que en els consells regionals locals guanyats pel Partit de les Regions, els partits de la coalició els bloquejaven igulament de tots els comitès.
Els membres de la Partit de les Regions van bloquejar el parlament des del dijous 29 de juny fins al dijous 6 de juliol.
Després de llargues negociacions, l'SPU sobte es va retirar de la coalició i es va unir a l'aliança amb el Partit de les Regions i el Partit Comunista d'Ucraïna. Oleksandr Moroz va assegurar que l'equip de Víktor Iúsxenko estava duent a terme negociacions secretes amb el Partit de les Regions. Segons aquest acord, Víktor Ianukóvitx, se suposava que s'havia de convertir en President de la Rada, mentre Iuri Iekhanúrov mantindria la cartera de primer ministre. Aquestes negociacions es van dur a terme pel mateix Iekhanúrov a petició de Iúsxenko. Més tard, Iekhanúrov va admetre aquest fet en la seva entrevista amb el lloc web "Ukraïnska Pravda".
Per desgràcia, ara s'ha creat una coalició diferent. Però no durarà molt de temps - per diverses raons. En primer lloc, per unir coses incompatibles - Comunisme i clans duplicats-tenyits - en un sol equip. Una coalició de comunistes, socialistes i mafiosos no durarà molt de temps, perquè aquest país detectarà la manca de sinceritat i l'absència total de qualsevol cosa estratègica. Sé amb certesa que el nostre equip no permetrà que Ucraïna sigui violada amb tanta facilitat. 
Després de la nominació sorpresa Oleksandr Moroz, del Partit Socialista d'Ucraïna com a President de la Rada i la seva posterior elecció a última hora del 6 de juliol amb el suport del Partit de les Regions, la "coalició taronja" es va ensorrar. (Poroixenko havia retirat la seva candidatura i va instar Moroz a fer el mateix el 7 de juliol.) Després de la creació d'una gran coalició de majoria, encapçalada per l'exprimer ministre Víktor Ianukóvitx i formada pel Partit de les Regions, el Partit Socialista d'Ucraïna i el Partit Comunista d'Ucraïna, Ianukóvitx es va convertir en primer ministre, i les altre dues parts van quedar excloses. El 3 d'agost de 2006, Timoixenko es va negar a signar la declaració "Universal d'Unitat Nacional", iniciada pel president Iúsxenko. El document, signat per Iúsxenko, Ianukóvitx i els líders dels partits Socialista i Comunista, segellava el nomenament de Ianukóvitx com a primer ministre. Timoixenko el va titllar com "l'acte de traïció". Al setembre de 2006, Timoixenko va anunciar que la seva força política estaria a l'oposició al nou govern. La Nostra Ucraïna es va estancar fins al 4 d'octubre de 2006, quan també es va unir a l'oposició.
El 12 de gener de 2007, un vot del BIuT al parlament va anul·lar el veto presidencial de la llei "Sobre el Consell de Ministres" que era avantatjosa per al president. (A canvi, el BIuT va votar a favor de lleis "Sobre el mandat imperatiu" i "Sobre l'oposició"). Aquest vot va ser una de les moltes mesures adoptades per BIuT per arruïnar una fràgil aliança entre el president Iúsxenko i el primer ministre Ianukóvitx.
El març de 2007, Iúlia Timoixenko, va viatjar als Estats Units, on va sostenir reunions d'alt nivell amb el vicepresident Dick Cheney, la secretària d'Estat Condoleezza Rice i Stephen Hadley, l'Assessor de Seguretat Nacional durant la presidència de George W. Bush. El 31 de març de 2007, Timoixenko va iniciar una "Maidan de 100.000 persones", destinada a instar el president a convocar eleccions parlamentàries anticipades.
El 4 d'abril del 2007, el president Iúsxenko va emetre un decret "Sobre la terminació anticipada dels deures de la Rada Suprema", com a reacció a la violació de la Constitució pel Partit de les Regions, que havia començat arrossegant diputats individuals en la "coalició de govern" (això és il·legal, atès que les coalicions han d'estar formades per faccions i no per diputats individualment considerats). D'aquesta manera, el Partit de les Regions tractava d'aconseguir una majoria constitucional de 300 vots que li permetrien al primer ministre Ianukóvitx d'anul·lar el veto del president i d'obtenir el control del procés legislatiu. El Partit de les Regions no va obeir aquest edicte. Per tal de dissoldre la Rada Suprema, Iúlia Timoixenko i els seus partidaris al Parlament (168 diputats de BIuT i faccions "La nostra Ucraïna") van renunciar a les seves faccions parlamentàries des del 2 de juny del 2007. Aquest pas invalidava la convocatòria de la Rada Suprema i aclaria el camí per a unes eleccions, que van tenir lloc el 30 de setembre del 2007.

### Eleccions parlamentàries del 2007

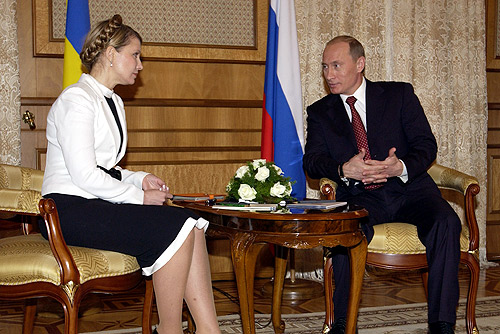
Iúlia Timoixenko i Vladímir Putin (19 de març de 2005), en novembre de 2009 Putin va declarar que es trobava còmode a l'hora de treballar amb Timoixenko i també va elogiar les seves opcions polítiques.

Arran de la votació a les eleccions legislatives del 2007, celebrada el 30 de setembre del 2007, els partits de la Revolució Taronja van dir que havien aconseguit els vots suficients per formar una coalició de govern. El 3 d'octubre del 2007, una xifra gairebé final va donar l'aliança de Timoixenko i el president Iúsxenko un lleuger avantatge sobre el partit rival del primer ministre Ianukóvitx, gràcies en part a una campanya vigorosa del BIuT a l'est industrial, un bastió del Partit de les Regions. Tanmateix, Ianukóvitx, el partit del qual va obtenir el major nombre de vots, també es va adjudicar la victòria, un dels seus aliats de la coalició, el Partit Socialista d'Ucraïna, no va poder aconseguir els vots suficients per retenir els escons al Parlament.
El 15 d'octubre del 2007, el Bloc la Nostra Ucraïna-Autodefensa Popular i el Bloc Iúlia Timoixenko van acordar formar una coalició majoritària en el nou parlament de la sisena legislatura. El 29 de novembre, es va signar una coalició entre el Bloc Iúlia Timoixenko i el Bloc la Nostra Ucraïna-Autodefensa Popular, que es va associar amb el president Iúsxenko. Ambdues parts estaven afiliades a la Revolució Taronja. L'11 de desembre del 2007, la Coalició va fracassar en el seu intent de nomenar primer ministre Timoixenko, per manca d'un vot (225 diputats van donar suport a la seva candidatura). El 12 de desembre del 2007, els mitjans de comunicació van informar sobre el possible intent d'assassinat de Iúlia Timoixenko. El BIuT i Timoixenko van dir que era una intimidació. El 18 de desembre, Timoixenko va ser triada una vegada més com a primera ministra (amb el suport de 226 diputats, el nombre mínim necessari per ser investida), al capdavant del segon Govern Timoixenko.

### Primera ministra 2007-2010, i crisi política del 2008
L'11 de juliol del 2008, Partit de les Regions va tractar de plantejar una moció de censura al govern de Timoixenko al parlament, però no va poder reunir els vots suficients.
La coalició del Bloc Timoixenko (BIuT) i del Bloc la Nostra Ucraïna-Autodefensa Popular de Iúsxenko (BNU-AP) va ser posada en risc a causa de les diferents opinions en relació amb el curs de la Guerra a Ossètia del Sud (2008) entre Geòrgia i Rússia. Iúlia Timoixenko es va mostrar en desacord amb la condemna de Iúsxenko de Rússia i prefereix mantenir-se neutral en el tema. L'oficina de Iúsxenko la va acusar de prendre una posició més suau per tal d'obtenir el suport de Rússia a les pròximes eleccions de 2010. Andriy Kyslynskyi, subcap de la Presidència, va ser tan lluny com per acusar-la de "alta traïció".
Tymoshenko on Russia-Georgia war
"Ens solidaritzem amb els dirigents elegits democràticament de Geòrgia. La sobirania i la integritat territorial de Geòrgia han de ser respectades 
Segons el BIuT, Víktor Baloha (Cap de Gabinet de la Secretaria de la Presidència) va criticar la primera ministra a cada pas, acusant-la de tot, des de no ser prou religiosa a danyar l'economia i conspirar per matar-lo, i l'acusació de 'traïció "sobre Geòrgia era simplement un dels últims i més perniciosos atacs dirigits contra la primera ministra.

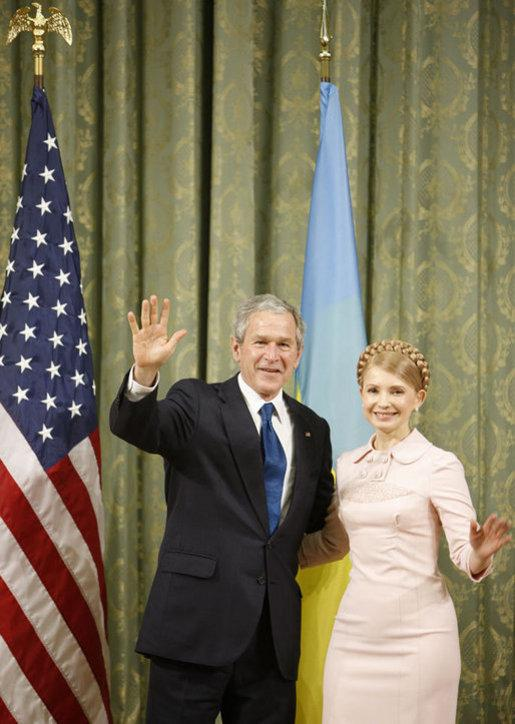
El President dels Estats Units George W. Bush i la Primera Ministra d'Ucraïna, Iúlia Timoixenko, Kíev, abril 1, 2008

Després que el Bloc de Iúlia Timoixenko votés al costat del Partit Comunista d'Ucraïna i el Partit de les Regions per aprovar la legislació que facilitava el procediment de judici polític per als futurs presidents i limitar el poder del president alhora que augmenta els poders del primer ministre, el bloc del president Iúsxenko es va retirar de la coalició i Iúsxenko va prometre vetar la legislació i van amenaçar de convocar eleccions si no es formava aviat una nova coalició. Això va donar lloc a la crisi política d'Ucraïna del 2008, que va culminar amb la convocatòria, per part de Iúsxenko, de noves eleccions parlamentàries el 8 octubre del 2008.

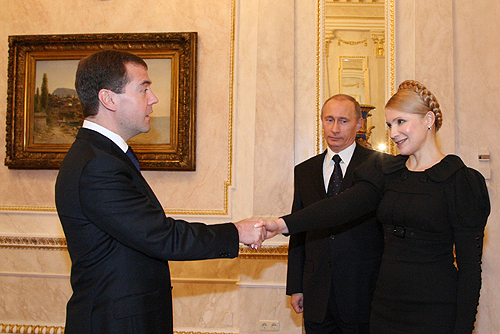
Timoixenko, el primer ministre rus Vladímir Putin i el president rus Dmitri Medvédev reunits el 17 de gener de 2009 durant la disputa pel gas entre Rússia i Ucraïna

Les eleccions s'havien de celebrar el 7 desembre del 2008, però finalment es va posposar sine die. Timoixenko no tenia intenció de dimitir fins que es formés una nova coalició.
A principis de desembre del 2008, hi va haver negociacions entre el BIuT i el Partit de les Regions per formar una coalició, però després que Volodímir Litvín fos elegit President de la Rada Suprema (parlament d'Ucraïna) el 9 de desembre del 2008, va anunciar la creació d'una coalició entre el seu Bloc Litvín, el Bloc Iúlia Timoixenko i el Bloc la Nostra Ucraïna-Autodefensa Popular. Després de diverses negociacions, les tres parts van signar oficialment l'acord de coalició el 16 de desembre. No se sabia si aquesta coalició aturaria les eleccions anticipades, to i que el president Volodímir Lytvyn preveia que la legislatura de la Rada Suprema es perllongaria fins al 2012.
El 5 de febrer de 2009, els opositors de Timoixenko al parlament tractaren, un cop més, de fer caure el seu govern, però de nou el vot de censura va fracassar. L'endemà, el president Iúsxenko va criticar fortament Timoixenko i les polítiques econòmiques del seu govern. Timoixenko el va acusar de difondre "una barreja de mentides, pànic i histèria.".
Una gran part del segon mandat de Timoixenko com a primera ministra va coincidir en el temps amb la crisi financera mundial del 2008, que exigia, al seu govern, respondre als nombrosos reptes que podrien haver portat al col·lapse econòmic del país.
El govern de Timoixenko va llançar una campanya contra la corrupció i la va identificar com una de les seves prioritats.

### Crisi del gas entre Ucraïna i Rússia (2009)
Les condicions que van dur a la crisi del gas entre Ucraïna i Rússia es van gestar el 2006, sota el govern de Viktor Ianukóvitx, quan Ucraïna va començar a comprar gas rus a través d'un intermediari, RosUkrEnergo, registrat com a suís (el cinquanta per cent de les accions de RosUkrEnergo eren propietat de la companyia estatal russa "Gazprom", amb un 45 per cent i un 5 per cent propietat dels empresaris ucraïnesos Dmitro Firtaix i Ivan Fursin, respectivament). Algunes fonts indiquen que el notori cap criminal Serguí Shnaider (àlies de Semion Moguilévitx, associat amb Dmitro Firtaix) també posseïa accions accions de la companyia.
Quan Timoixenko va reprendre les seves funcions de primera ministra el 2007, va iniciar una relació directa entre Ucraïna i Rússia en relació amb el comerç de gas. Un Memoràndum del 2 d'octubre 2008 signat per Timoixenko i Vladimir Putin estipulava la liquidació dels intermediaris en operacions de gas entre els dos països i va delinear les condicions detallades de contractes futurs del gas. El conflicte del gas del 2009 va esclatar a causa de dos factors: la falta d'un contracte de gas per al 2009 i un deute de 2400 milions de dòlars que Ucraïna encara havia de pagar pel gas rebut en 2008. La primera ministre Timoixenko va dir que era l'empresa "RosUkrEnergo" la responsable del deute, i no pas l'estat d'Ucraïna. Va fer una crida a posar fi a la corrupció en l'àrea de comerç de gas i a l'establiment de contractes directes amb la Federació Russa.
"RosUkrEnergo", amb l'ajuda dels seus vincles amb el govern de Iúsxenko, va aconseguir desbaratar la signatura d'un contracte de gas prevista per al 31 de desembre del 2008. Oleksi Miller, cap de "Gazprom", va declarar que la distribuïdora "RosUkrEnergo" va trencar les converses entre "Gazprom" i "Naftogaz Ukraïni": "Sí, efectivament, a finals de desembre de 2008, els primers ministres de Rússia i Ucraïna van arribar a un acord, i les nostres empreses estaven a punt per segellar l'acord per 235 dòlars estatunidencs per 1.000 metres cúbics de gas natural, amb la condició que totes les operacions d'exportació d'Ucraïna estarien fetes bilateralment. RosUkrEnergo va suggerir llavors de comprar gas a un preu de 285 dòlars". El 31 de desembre de 2008, el president Viktor Iúsxenko va donar a Oleh Dubina, cap de "Naftogaz Ukraïni", una ordre directa d'aturar les converses i no va signar l'acord. La decisió presa pel president d'Ucraïna va provocar la crisi.
El 14 de gener de 2009, la primera ministra Timoixenko va afirmar que "les negociacions sobre el preu del gas de 235 dòlars i el preu de trànsit d'1.7 - 1.8 dòlars, que es van iniciar el 2 d'octubre i amb èxit han avançat des de llavors, s'han trencat perquè, per desgràcia, els polítics ucraïnesos estaven tractant de mantenir "RosUkrEnergo" en els negocis com a intermediari a l'ombra ... Les negociacions entre els dos primers ministres i més tard entre "Gazprom" i "Naftogaz Ukraïni" van ser arruïnades pels grups polítics ucraïnesos, que han aconseguit i estan planejant d'obtenir beneficis corruptes de "RosUkrEnergo". "El 17 de gener del 2009, el president de Rússia, Dmitri Medvédev va dir: "Crec que els nostres socis ucraïnesos i nosaltres podem comerciar el gas sense intermediaris, sobretot sense intermediaris amb dubtosa reputació. El problema és que alguns dels participants de les negociacions van insistir a mantenir l'intermediari, fent referència a les instruccions donades des de més amunt."
L'1 de gener de 2009, a les 10 del matí, "Gazprom" va aturar completament el subministrament de gas a Ucraïna. El 4 de gener, el monopolista rus va oferir vendre gas a Ucraïna per 450 dòlars per 1.000 metres cúbics (menys una tarifa per al trànsit de gas a través d'Ucraïna), que es defineix com un preu estàndard per als països d'Europa de l'Est. El 8 de gener del 2009, el primer ministre de Rússia, Vladímir Putin, va dir que Ucraïna hauria de pagar 470 dòlars per 1000 metres cúbics de gas natural.
Entre l'1 de gener i el 18, els països d'Europa central i oriental van rebre significativament menys gas. Estacions de calor i d'energia d'Ucraïna estaven treballant a la seva màxima capacitat. A causa de les temperatures sota zero, la totalitat dels sectors de l'habitatge i els serveis públics es trobaven a la vora del col·lapse. El 14 de gener, la Comissió Europea i la Presidència txeca de la Unió Europea van demanar la renovació immediata del subministrament de gas en tota la seva capacitat o altrament la reputació de Rússia i Ucraïna com a socis fiables UE es veuria seriosament malmesa. El 18 de gener del 2009, després de cinc llarges converses que van durar tot el dia, els primers ministres Putin i Timoixenko van arribar a un acord sobre la renovació del subministrament de gas a Ucraïna i altres països de la UE. Les parts van convenir el següent: retornar a negocacions contracutals directes "Gazprom " i "Naftogaz Ukraïni", l'eliminació dels intermediaris no transparents, la introducció de preus basat en la fórmula d'Ucraïna (que també treballa per a altres països d'Europa de l'Est), i el canvi a una tarifa de trànsit de 2.7 dòlars, que és a prop del preu mitjà a Europa. D'acord amb el nou contracte de gas, el 2009 Ucraïna va pagar un preu mitjà de 232,98 dòlars per cada 1000 metres cúbics, mentre que altres consumidors europeus estaven pagant més de 500 dòlars per 1.000 metres cúbics.

### Eleccions presidencials del 2010
Timoixenko fou candidata a les eleccions presidencials ucraïneses de 2010, però va perdre aquesta elecció amb Víktor Ianukóvitx (Timoixenko va rebre el 45,47% dels vots en la segona i última ronda).
Leonid Kutxma havia declarat en una conversa amb l'ambaixador dels Estats Units a Ucraïna John F. Tefft, en un document datat el 2 febrer del 2010 i descobert durant la filtració de documents diplomàtics dels Estats Units, que l'elecció dels votants entre Ianukóvitx i Iúlia Timoixenko en la segona volta de les eleccions presidencials del 2010 era una opció entre "dolent i molt dolent" i en comptes d'això va elogiar (el candidat eliminat en la primera ronda de les eleccions) Arseni Iatseniuk.
El 2009, les relacions entre Timoixenko i el president Iúsxenko, el Secretariat del President d'Ucraïna i l'opositor Partit de les Regions romanien hostils. Segons Timoixenko, el seu conflicte amb el President era una competència política i no un antagonisme ideològic, i va destacar a principis de febrer del 2009 que "la lluita electoral per a les pròximes eleccions presidencials ha començat de forma virtual."
"Es tracta d'una competició durant la crisi econòmica; [algunes persones] prefereixen recollir beneficis polítics d'aquests problemes en lloc de resoldre'ls junts", va dir Timoixenko en una entrevista amb el diari alemany Frankfurter Allgemeine Zeitung el febrer del 2009. Més tard, en una entrevista amb el diari francès Le Monde, la primera ministra va dir que "el president la tracta com una rival en la pugna per a l'elecció presidencial." Així mateix, va afegir que la crisi econòmica alimentava la inestabilitat política abans esmentadas. Timoixenko llavors va fer una crida a eleccions presidencials anticipades.
Després de ser considerada durant molt temps com una possible candidata a la presidència d'Ucraïna a les eleccions de 2010, Timoixenko va anunciar que, efectivament, podria competir en la pròxima elecció presidencial en un comunicat transmès en directe per la televisió nacional el 7 de juny del 2009. Timoixenko també va declarar que si perdia les eleccions presidencials no impugnaria els resultats. El 12 de setembre del 2009 va començar a la Maidan Nezaléjnosti de Kíiv una gira en suport de la candidatura de Timoixenko, anomenada "Amb Ucraïna al cor". Diversos cantants i bandes populars ucraïneses van participar en la gira.
El 24 d'octubre del 2009, els delegats de la Unió Panucraïnesa "Pàtria" ("Batkivsxina") van recolzar formalment i per unanimitat Iúlia Timoixenko com la seva candidata per a les pròximes eleccions presidencials. El congrés va tenir lloc a la Plaça de la Independència de Kíiv. El 31 d'octubre del 2009, la Comissió Electoral Central va registrar Timoixenko com a candidat a l'elecció presidencial del 2010.
La candidatura de Timoixenko també va ser recolzada per prominents polítics ucraïnesos com ara Borís Tarasiuk, Iuri Lutsenko, l'expresident Leonid Kravtxuk, la Unió Democristiana, el Partit Europeu d'Ucraïna i altres. Els analistes van suggerir que Timoixenko era la candidat preferit del govern rus en l'elecció. El 3 de desembre del 2009, el primer ministre rus Vladímir Putin ho va negar. Putin va dir que estava cooperant amb Timoixenko com a primera ministra d'Ucraïna, però que no l'estava recolzant en l'elecció.
Així que Iúsxenko i Ianukóvitx apareixen a la tribuna, s'espera el fracàs. I com oblidar el partit entre Ucraïna i Grècia, quan el nostre equip va perdre el passaport a Sud-àfrica. Per què? Doncs perquè dos polítics "afortunats" van arribar al partit decisiu i transferir la seva aura afortunada a tota l'equip ucraïnès. 
S'esperava que la campanya de Timoixenko tingués un cost d'entre 100 a 150 milions de dòlars.
Timoixenko esperava eleccions parlamentàries anticipades, després de les eleccions presidencials del 2010, si Ianukóvitx guanyava la votació, però de fet ella estava en contra d'això.
L'1 de desembre del 2009, Timoixenko va instar "a les forces nacionals democràtiques" a unir-se al voltant del candidat que obtingués el major nombre de vots en la primera volta de les eleccions presidencials. "Si no som capaços d'enfortir els nostres esforços i unir tot el camp nacional-patriòtic i democràtic d'Ucraïna ... serem molt més febles que els que volen venjança." El 5 de desembre de 2009, va declarar que aniria a l'oposició si perdia les eleccions presidencials. Ella també es va queixar de les falles en la legislació electoral, i va expressar la seva certesa que els seus opositors estaven intentant cometre frau electoral.

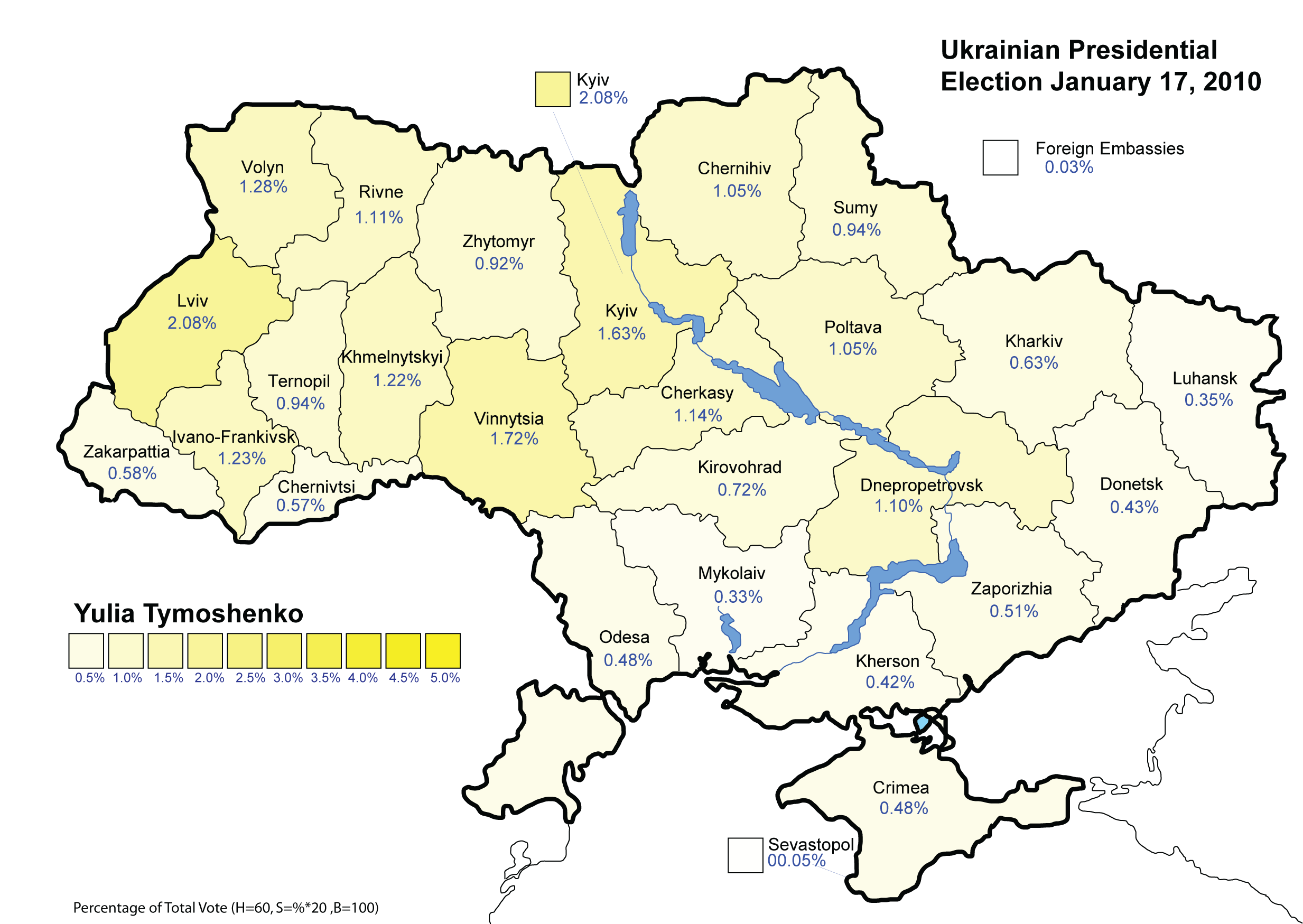
Iúlia Timoixenko (Primera ronda) - percentatge del total nacional de vots (25%)

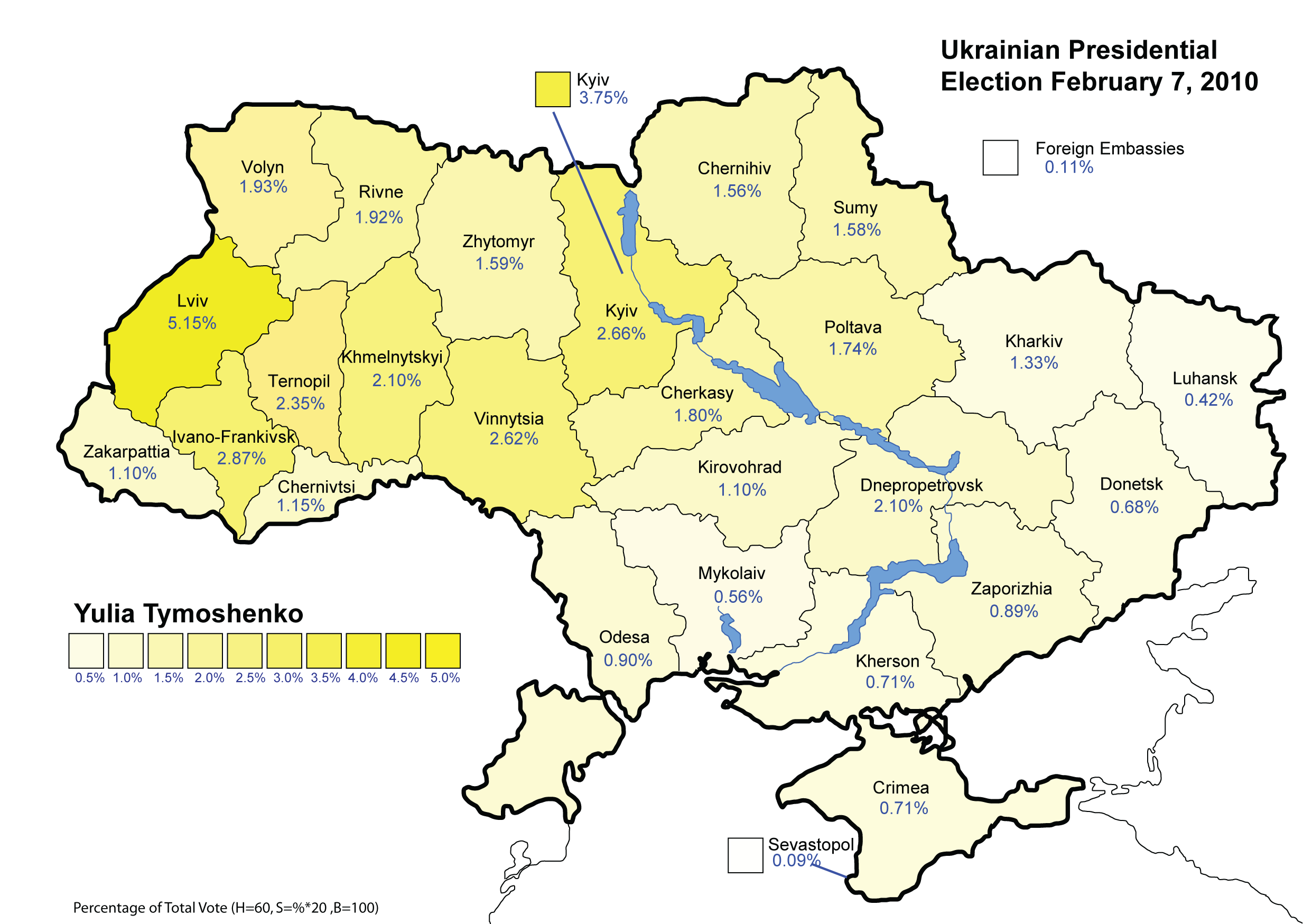
Iúlia Timoixenko (Segona ronda) - percentatge del total nacional de vots (45%)

A la primera volta de l'elecció presidencial el 17 de gener del 2010, Timoixenko va obtenir el segon lloc amb el 25% dels vots, i Ianukóvitx va obtenir el primer lloc amb el 35%. Ambdós van passar a una segona volta.
El 3 de febrer del 2010, dos dies abans de la segona volta, els diputats del Partit de les Regions, el Partit Comunista d'Ucraïna, el Bloc la Nostra Ucraïna-Autodefensa Popular i parlamentaris independents van esmenar la Llei d'elecció de president, la qual cosa la composició i el funcionament de les comissions electorals. El BIuT va advertir que aquestes esmenes crearien oportunitats per al frau massiu de les eleccions. Iúlia Timoixenko va demanar al president Iúsxenko de vetar la llei. Hanne Severinsen, ex relatora del Comitè de Seguiment PACE a Ucraïna, també va instar el president de vetar la llei. La declaració de Severinsen deia: "Per desgràcia, el Partit de les Regions, com el 2004, està tractant de crear les condicions per al frau electoral."
Malgrat aquestes peticions, el president Iúsxenko va signar la llei esmenada. Aquesta acció va generar una gran crítica internacional del Consell d'Europa i dels membres de la Comissió del Congrés dels Estats Units sobre la Seguretat i la Cooperació a Europa. El Comitè d'Electors d'Ucraïna va declarar que les esmenes a la Llei d'Elecció del President "contenien les majors amenaces per al desenvolupament democràtic de la segona volta."
Timoixenko no va rebre l'aprovació dels altres candidats que no havien passat la primera ronda de votació. A la segona volta celebrada el 7 febrer del 2010, Ianukóvitx va ser elegit president d'Ucraïna. Segons la Comissió Electoral Central, va rebre el 48,95% dels vots; Timoixenko va rebre el 45,47% dels vots. Iúlia Timoixenko va guanyar 17 dels 27 districtes electorals en les regions occidental, central i nord d'Ucraïna i de Kíev.
Membres del Bloc Iúlia Timoixenko van afirmar immediatament que s'havia produït un frau a gran escala en la segona volta electoral. No obstant això, Timoixenko no va emetre una declaració sobre l'elecció fins que una emissió televisada en viu el 13 de febrer de 2010, en què deia que impugnaria el resultat electoral en els tribunals. Timoixenko va al·legar frau generalitzat (segons Timoixenko, un milió de vots eren nuls) i va dir que Ianukóvitx no seria elegit legítimament. "Passi el que passi en el futur, mai es convertirà en el president legítimament electe d'Ucraïna." Timoixenko no va cridar a protestar al carrer la gent, i va declarar que "no toleraria la confrontació civil".
El 10 de febrer del 2010, Ianukóvitx va instar Timoixenko a abandonar les seves protestes i dimitir com a primera ministra. Ianukóvitx va dir que volia formar una nova coalició, i que podria tractar tractar de convocar eleccions anticipades. El 12 de febrer, Ianukóvitx va declarar que no descartava converses amb Timoixenko si aquesta li volida demanar disculpes públicament per les acusacions que havia fet durant la seva campanya electoral. El govern de Timoixenko no volia plegar voluntàriament.
El 17 de febrer del 2010, el Tribunal Superior Administratiu d'Ucraïna va suspendre els resultats de l'elecció per l'apel·lació de Timoixenko. El tribunal va suspendre la decisió de la Comissió Electoral Central d'Ucraïna que anunciava que Víktor Ianukóvitx havia guanyat les eleccions. Timoixenko va retirar la seva l'apel·lació el 20 de febrer de 2010, després que el Tribunal Superior Administratiu de Kíev va rebutjar la seva petició d'examinar els documents dels districtes electorals a Crimea i d'interrogar els funcionaris electorals i els de les forces de seguretat. Segons Timoixenko, "Ha quedat clar que el tribunal no està per la feina d'establir la veritat, i, per desgràcia, el tribunal està tan esbiaixat com la Comissió Electoral Central, que inclou una majoria política de Ianukóvitx." Timoixenko també va declarar: "Almenys hi va haver manipulació de vots utilitzant els principals mètodes de falsificació, i crec que per a la història aquesta demanda, amb tota la documentacióm romandrà al Tribunal Administratiu Superior d'Ucraïna, i tard o d'hora, una fiscalia honesta i un tribunal honest avaluaran que Ianukóvitx no va ser elegit president d'Ucraïna, i que la voluntat del poble havia estat falsejada".
El 22 de febrer del 2010, Timoixenko va anunciar en un discurs televisat que creia que l'elecció presidencial s'havia manipulatt i que no reconeixia els seus resultats. "Igual que milions d'ucraïnesos, declaro: Ianukóvitx no és el nostre president", va dir. Va fer una crida als grups parlamentaris democràtics a no buscar "càrrecs polítics" en el Partit de les Regions (la qual cosa significa evitar les negociacions amb el Partit de les Regions en relació amb la nova coalició) i a "deixar de discutir i crear un equip unit, que no deixaria que una dictadura antiucraïnesa usurpés el poder ".

### A l'oposició després de les eleccions presidencials del 2010
Les falsificacions decidiren les eleccions, no tu. Com milions d'ucraïnesos, afirmo que Ianukóvitx no és el nostre president. 
Durant un discurs televisat a nivell nacional el 22 de febrer, Timoixenko va dir que el president electe d'Ucraïna Víktor Ianukóvitx i "equip de Ianukóvitx" (es referia a ells en el discurs com "l'oligarquia"):"Ells necessiten mà d'obra barata, persones pobres i marginades que poden ser obligades a treballar en les seves fàbriques per quatre xavos. També necessiten les riqueses d'Ucraïna, que han estat robant durant els últims 18 anys." Durant el discurs, també va acusar el president sortint, Víktor Iúsxenko d'"obrir la porta a un massiu i flagrant frau electoral", dies abans de la segona volta de les eleccions presidencials de gener 2010, amb la modificació de la llei electoral. Durant una reunió del Gabinet de Ministres celebrada el 24 de febrer, Timoixenko va dir: "El moment de la veritat ha arribat: La decisió de si s'ha de fer costat a Ianukóvitx o no mostrarà qui valora la preservació de la independència d'Ucraïna i l'auto-identitat i qui no". Timoixenko i el seu partit, Bloc Iúlia Timoixenko, van boicotejar la cerimònia d'investidura del president Ianukóvitx, el 25 de febrer del 2010.

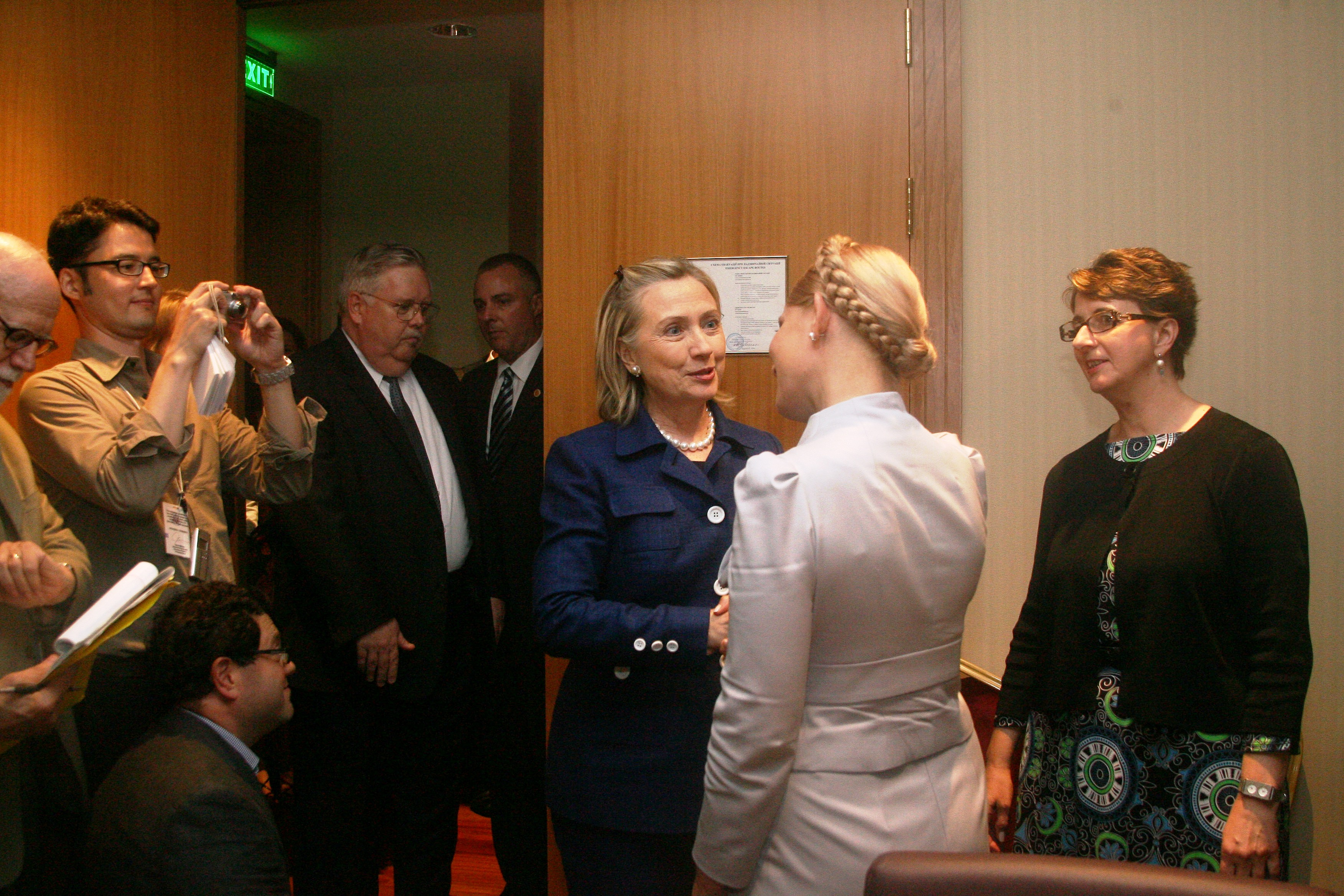
Timoixenko reunida amb la Secretària d'Estat dels Estats Units Hillary Clinton (Kíiv 2 de juliol 2010)

Si el segon Govern Timoixenko no es podia mantenir, Timoixenko va declarar el 22 de febrer del 2010 que marxaria a l'oposició. El 3 de març de 2010, el Parlament d'Ucraïna va aprovar una moció de censura contra el segon Govern Timoixenko en la qual el gabinet fou cessat: la moció es va aprovar amb 243 vots a favor, d'un total de 450 diputats (incloent 7 legisladors del Bloc Iúlia Timoixenko). (La primera ministra Timoixenko havia exigit aquesta votació l'1 de març de 2010.) El 2 de març del 2010, la coalició ja havia perdut la majoria parlamentària. Abans de la votació el 3 de març, la primera ministra Timoixenko vegada va declarar: "Si la destitució del govern s'aprova avui, en aquest mateix moment el nostre govern deixarà el gabinet. La nostra força política passarà a l'oposició". Timoixenko va culpar el Bloc Litvín i "La nostra Ucraïna, incloent el líder de la Nostra Ucraïna, que va anunciar la posició de la facció" de la caiguda del gabinet. Timoixenko va dimitir del càrrec de primera ministra el 4 de març del 2010. Un altre membre del BIuT Oleksandr Turtxínov ocupà el càrrec de manera interina fins que es va formar un nou govern el 4 de març del 2010. On el 9 i el 15 de març del 2010, Timoixenko va instar a "totes les forces patriòtiques nacionals" a unir-se contra Ianukóvitx. El 10 de març del 2010, Viktor Iúsxenko va advertir que el seu lideratge d'aquesta oposició s'acabaria en desastre, tot dient: "Cada força política que s'ha unit amb Timoixenko ha acabat malament." El 16 de març es va establir un govern a l'ombra que incloïa el BIuT. El 10 de maig de 2010 es va establir el Comitè Popular per a la Protecció d'Ucraïna, i Timoixenko en fou un dels seus representants. Timoixenko està en contra del Pacte de Khàrkiv, ja que creu que l'acord perjudica els interessos nacionals d'Ucraïna.
El 12 de maig del 2010, l'oficina del fiscal d'Ucraïna va reobrir una causa penal del 2004 contra Timoixenko respecte a les acusacions que s'havia tractat de subornar els jutges del Tribunal Suprem. La secció principal d'investigació del fiscal va dir Timoixenko havia estat cridada el 12 de maig del 2010, i li va dir formalment que el cas, que havia estat prematurament tancat pel Tribunal Suprem d'Ucraïna el gener del 2005, sense una investigació adequada, havia estat reobert. En sortir de l'oficina del fiscal el 12 de maig, Timoixenko va dir als periodistes que havia estat convocada per veure els investigadors de nou el 17 de maig, i va vincular el canvi a la visita a Ucraïna del president de Rússia Dmitri Medvédev els dies 17-18 de maig del 2010. Timoixenko també va declarar que ella havia sentit de "totes les oficines de la Fiscalia General", que el president Ianukóvitx havia instruït personalment a la Fiscalia General a trobar motius per jutjar-la. En una conferència de premsa el 12 de maig, el representant del president Ianukóvitx a la Rada Suprema, Iuri Miroixnitxenko, va desestimar la declaració de Timoixenko sobre l'interès personal de Ianukóvitx en la persecució d'ella. "Ianukóvitx està en contra de la repressió política per les crítiques al règim", va declarar Miroixnitxenko.
El 15 de desembre del 2010, l'Oficina del fiscal general va iniciar una causa penal contra Timoixenko, i va al·legar que havia comès malversació dels fons rebuts per Ucraïna en el marc del Protocol de Kyoto. Va ser acusada oficialment el 20 desembre del 2010. Timoixenko negà que els diners s'haguessin gastat en pensions, i insistí que encara estaven a disposició de la Secretaria de Medi Ambient. Va qualificar la investigació en contra seva com d'una cacera de bruixes. Timoixenko no va ser detinguda, però se li va ordenar de no abandonar Kíiv mentre la investigació estigués en curs. En el mateix cas, el ministre de Medi Ambient al segon Govern Timoixenko, Heorhi Filiptxuk, va ser detingut. Filiptxuk va ser el tercer ministre d'aquest govern per enfrontar càrrecs criminals des de la seva caiguda al març del 2010 (els fiscals van acusar l'exministre de l'Interior Iuri Lutsenko d'abús del seu càrrec a principis de desembre de 2010, i l'exministre d'Economia Bohdan Danilixin va ser detingut a la República Txeca l'octubre de 2010 per càrrecs similars). Els legisladors de BIuT van bloquejar la tribuna i la presidència de la Rada Suprema l'endemà en protesta contra això. Aquest mateix dia, el Partit Popular Europeu va emetre un comunicat en què "condemna el creixement de la pressió agressiva i per motius polítics per part de les autoritats ucraïneses sobre l'oposició i la seva líder Iúlia Timoixenko." Timoixenko va rebutjar la investigació qualificant-la de "terror contra l'oposició pel president Ianukóvitx". A principis d'aquell mes, el fiscal general d'Ucraïna Víktor Pxonka havia declarat que no hi havia raons polítiques per als interrogatoris dels líders de l'oposició Timoixenko, Lutsenko i Oleksandr Turtxínov. Segons funcionaris del govern, la causa penal contra Timoixenko era un intent legítim de destapar la corrupció de l'administració anterior. Es van presentar nous càrrecs de corrupció contra Timoixenko el 27 gener del 2011. Ella va ser acusada d'utilitzar 1.000 vehicles mèdics per fer campanya a les eleccions presidencials de 2010. Segons Timoixenko, els càrrecs eren falsos i part de "la campanya de Ianukóvitx per silenciar l'oposició." Una tercera causa penal contra Timoixenko amb relació a un suposat abús de poder durant la disputa pel gas entre Rússia i Ucraïna del 2009 es va obrir el 10 abril del 2011. Aquest cas va ser titllat d'"absurd" per Timoixenko. El 24 de maig de 2011, els fiscals la van acusar en relació amb aquest cas (tercer judici del penal). No fou arrestada.
El 26 d'abril de 2011, Timoixenko va demandar l'empresari Dmitro Firtaix i la companyia amb seu a Suïssa RosUkrEnergo al Tribunal de Districte dels Estats Units de Manhattan, acusant-los d'"estafar els ciutadans d'Ucraïna mitjançant la manipulació d'un laude d'un tribunal d'arbitratge" i "soscavar l'Estat de Dret a Ucraïna" en relació amb un laude del 2010 d'un tribunal d'arbitratge internacional a Estocolm que va ordenar l'empresa estatal d'energia d'Ucraïna Naftogaz que pagués a RosUkrEnergo 11 milers de milions de metres cúbics de gas natural per compensar el combustible que havia "expropiat", a més d'1,1 milers de milions de metres cúbics com a penalització.
Al llarg de la presidència de Ianukóvitx, Timoixenko es va mostrar molt crítica amb les seves actuacions i intencions i les del Govern Azàrov. Entre altres coses, els va acusar d'haver-se venut a Rússia i de ser un "funeral de la democràcia." Timoixenko ha acusat "molts dels veïns d'Ucraïna" de fer els ulls grossos davant l'"estrangulament de Ianukóvitx a la democràcia ucraïnesa, alguns celebren obertament la suposada "estabilitat" que el seu règim ha imposat." Ella creu que "Ucraïna pot tornar a un camí democràtic de desenvolupament només amb una societat civil activa i el suport de la comunitat internacional."

### 2011- Judici i l'empresonament i altres causes penals contra Timoixenko

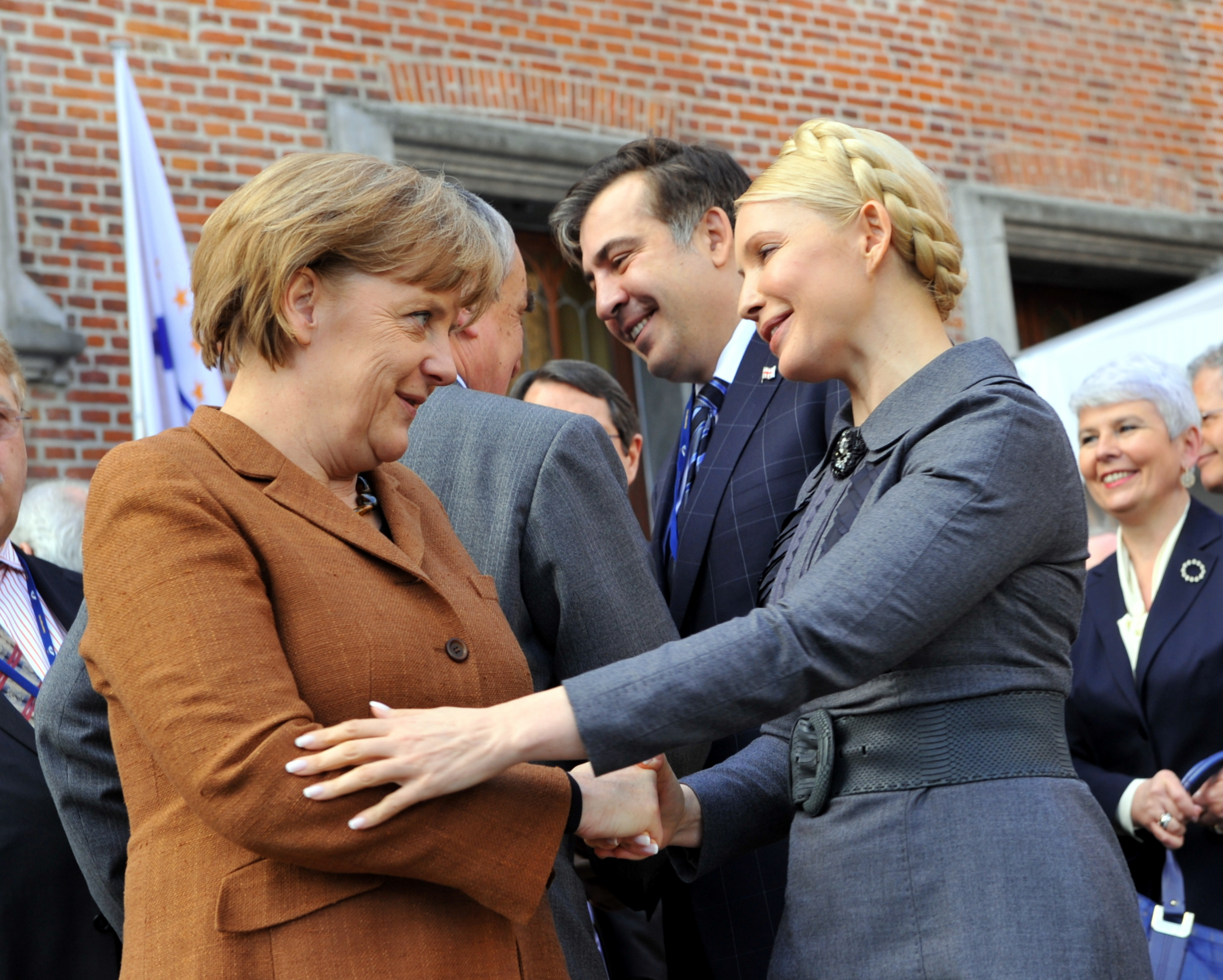
Timoixenko i la Cancellera Angela Merkel l'1 de març del 2011, en la cimera del Partit Popular Europeu a Brussel·les; L'oficina del Fiscal General d'Ucraïna va aixecar la prohibició de viatjar imposada a Timoixenko després que ella fos convidada oficialment a aquest esdeveniment pel Senador dels Estats Units John McCain i el president del Partit Popular Europeu Wilfried Martens

Des de maig del 2010 es van endegar una sèrie de causes penals contra Timoixenko. El 24 de juny de 2011, un judici es va iniciar al "cas del gas", relatiu a un contracte amb la companyia de gas russa Gazprom per subministrar gas natural a Ucraïna, que havia estat signat l'any 2009. Timoixenko va ser acusada d'abús de poder i malversació, ja que el tribunal, suposadament parcial, considerava l'acord anti-econòmic per al país i abusiu.
El judici de Timoixenko (va ser acusada el maig de 2011) per abús d'autoritat relatiu al contracte d'importació de gas natural signat amb Rússia el gener de 2009 es va iniciar el 24 de juny de 2011, a Kíiv. També es van iniciar un nombre de causes penals contra exfuncionaris del segon Govern Timoixenko. D'acord amb el president d'Ucraïna Víktor Ianukóvitx, aquests casos es van fer de manera indiscriminada per lluitar contra la corrupció a Ucraïna. L'expresident Víktor Iúsxenko va declarar contra Timoixenko durant el judici, que va qualificar d'"un procés judicial normal". El judici contra Timoixenko fou qualificat com a "justícia selectiva" i "persecució política" en les declaracions dels Estats Units, Rússia, Regne Unit, Alemanya, Itàlia, Espanya i altres països europeus, i en les declaracions de la Unió Europea, l'OTAN, el Partit Popular Europeu, i en les declaracions de les organitzacions de drets humans, com ara Transparència Internacional, Freedom House, Amnistia Internacional i Human Rights Watch. Després de la seva condemna, Timoixenko va romandre sota investigació criminal per deu delictes;
A principis de juliol de 2011, el servei de seguretat d'Ucraïna (SBU) va obrir una nova investigació criminal sobre la suposada manca de lliurament de les mercaderies per Sistemes Units d'Energia d'Ucraïna (en 1996) a Rússia per valor 405.500.000 dòlars; l'SBU sostenia que Rússia podia reclamar aquesta quantitat al pressupost de l'Estat d'Ucraïna (tot i que aquest cas penal va ser tancat a Rússia el desembre de 2005 a causa del lapse de temps).
L'11 d'octubre de 2011, el tribunal va considerar Timoixenko culpable d'abús de poder i la va condemnar a set anys de presó, li va prohibir d'optar a càrrecs d'elecció popular durant el seu període de presó, i li va ordenar pagar a l'Estat 188 milions de dòlars. Va ser condemnada per excedir els seus poders com a primera ministra en ordenar a Naftogaz que signés l'acord del gas amb Rússia el 2009. Timoixenko va apel·lar la sentència, que va comparar amb el Gran Terror de Stalin, el 24 d'octubre del 2011.
Un cas penal del 2001, sobre malversació de fons estatals de malversació i evasió d'impostos contra Timoixenko va ser reobert a Ucraïna el 24 d'octubre del 2011.
El 4 de novembre del 2011, la policia fiscal d'Ucraïna va reprendre quatre causes penals contra Timoixenko. Va ser acusada d'aquests casos el 10 de novembre del 2011.
Timoixenko va ser detinguda (a la presó) el 8 de desembre de 2011, després que un tribunal ucraïnès en va ordenar la seva detenció indefinida com a part de la investigació sobre el presumpte frau fiscal i robatori dels fons del govern (entre 1996 i 2000) per Sistemes Units d'Energia d'Ucraïna. Una vegada més la Unió Europea va mostrar la seva preocupació.
El 23 de desembre del 2011, Timoixenko va perdre la seva apel·lació contra la seva condemna per abús de poder. Ella i els seus advocats havien boicotejat el procés d'apel·lació, amb l'argument que en el "sistema judicial i la justícia són totalment inexistents en l'actual Ucraïna." Timoixenko va presentar una denúncia contra el veredicte en el Tribunal Europeu de Drets Humans, que va rebre un tractament prioritari per part del tribunal.
El 30 de desembre de 2011, Timoixenko va ser traslladada a la colònia penal de Katxanivska a Khàrkiv.
A principis de gener de 2012, al marit de Timoixenko Oleksandr Timoixenko li va ser concedit asil a la República Txeca, que havia sol·licitat al final de l'any anterior.
A principis d'abril de 2012, la Fiscalia General va iniciar l'examen de la possible participació de Tymoshenko i l'exprimer ministre Pavló Lazarenko en l'assassinat de l'empresari de Donetsk Oleksandr Momot el 1996.
El 19 d'abril del 2012 va començar a Khàrkiv un judici sobre la investigació penal quant a la presumpta malversació de fons públics per part de Sistemes Units d'Energia d'Ucraïna. Timoixenko es va negar a assistir al judici, al·legant problemes amb la seva salut. Llavors Timoixenko va ser traslladada contra la seva voluntat des de la presó de Katxanivska, on estava reclosa, a un hospital, on va començar una vaga de fam el 20 d'abril per protestar - segons el seu advocat Serhí Vlasenko - "pel que està succeint al país i el que li està passant a ella a la presó." Va acabar la seva vaga de fam el 9 maig del 2012. Des del 9 de maig de 2012, va estar rebent tractament a l'hospital després d'haver estat diagnosticada amb una hèrnia discal. El Tribunal Suprem d'Ucraïna va confirmar la sentència contra Timoixenko el 29 d'agost de 2012.
Des del 29 d'octubre de 2012, al 16 de novembre de 2012, Timoixenko va estar de nou en vaga de fam per protestar per la tupinada en les eleccions al Parlament d'Ucraïna de 2012 celebrades a l'octubre.
L'Oposició Patriòtica Unida proposà Timoixenko com la seva candidata a les eleccions presidencials ucraïneses de 2015, el 7 de desembre de 2012. El 14 de juny de 2013, el congrés del seu partit va aprovar la decisió de nomenar a ella com el seu candidata a les eleccions presidencials d'Ucraïna del 2015.
El 18 de gener de 2013, Timoixenko va ser notificada que era sospitosa de l'assassinat de l'empresari i legislador Ievhén Sxerban, la seva dona i dues persones el 1996. Al maig de 2013, es va suspendre el cas de l'assassinat de Sxerban.
Del 25 de novembre al 6 de desembre del 2013 (durant les protestes de l'EuroMaidan), Timoixenko va estar de nou en vaga de fam en protesta per "la reticència del president Ianukóvitx a signar l'Acord de Lliure Comerç Integral" el 6 de desembre.

#### Apel·lació
El 24 d'octubre de 2011, Iúlia Timoixenko va presentar una apel·lació a la decisió del tribunal de districte de Petxersk de Kíiv en relació amb el "cas del gas". L'1 de desembre, la Cort d'Apel·lacions de Kíev va començar l'audiència del cas. Timoixenko no estava present a la sala del tribunal a causa de la seva condició de salut. Després de l'audiència, la jutge, Olena Sitailo, va haver de trucar a una ambulància i va ser hospitalitzada. El 13 de desembre de 2011, la Cort d'Apel·lacions de Kíiv va reprendre l'audiència. Totes les sessions de la cort subsegüents es van dur a terme sense la presència de Timoixenko. Immediatament abans de l'audiència de l'apel·lació, la composició del tribunal va ser alterada: Sitaylo, presidenta del tribunal, va ser nomenada el dia abans de la primera audiència, altres magistrats van ser nomenats diversos dies abans de la sessió del tribunal. Per tant, els jutges no tingueren temps per estudiar el sumari del cas, que constava de 84 pàgines cas. Al final, la defensa de Timoixenko va boicotejar la sessió del tribunal.
El 23 de desembre de 2011, la Cort d'Apel·lacions de Kíiv va emetre una resolució que donava suport plenament a la sentència del tribunal de Petxersk. Els jutges no van trobar irregularitats durant la investigació prèvia al judici pel "cas del gas", amb la qual cosa invalidaven les pretensions de la defensa de Timoixenko.

#### Cassació
El 26 de gener de 2012, la defensa de Iúlia Timoixenko va presentar una recurs de cassació davant l'Alt Tribunal Especialitzat del Civil i Penal en relació amb el veredicte del "cas del gas". El 16 d'agost de 2012, després d'un retard de 7 mesos que va impedir presentar el cas davant el Tribunal Europeu de Drets Humans el tribunal ucraïnès abans esmentat va començar l'audiència. El tribunal va acabar l'audiència del cas el 21 d'agost i va anar a la sala del jurat per prendre la decisió. La decisió de la Cort, emesa el 29 d'agost de 2012, va declarar que l'apel·lació de la defensa de l'exprimera ministra Iúlia Timoixenko en el "cas del gas" no ha de ser satisfet.
Els mitjans de comunicació, diplomàtics, parlamentaris i els membres d'una missió d'observació especial de la UE, Pat Cox i Aleksander Kwaśniewski, van assistir a les sessions del tribunal. La decisió va ser anunciada l'endemà de l'audiència pública del cas "Timoixenko vs Ucraïna" (en relació amb la detenció il·legal de l'exprimera ministra i el seu empresonament) cas al Tribunal Europeu de Drets Humans.
La Unió Europea, l'Assemblea Parlamentària del Consell d'Europa, i els governs dels Estats Units, Gran Bretanya i Canadà van expressar la seva frustració amb la sentència de cassació." Estem profundament decebuts amb les conseqüències de la situació actual, quan dos líders de l'oposició importants no poden presentar-se a les pròximes eleccions parlamentàries, [i] quan el tribunal no respecta les normes internacionals per a processos justos i transparents", va dir un representant de la Comissió Europea, Michael Mann, a Brussel·les, el 29 d'agost del 2012.

#### Reaccions internacionals
El judici pel "cas del gas" va ser vist per moltes organitzacions d'Europa i Amèrica com una persecució política, que violava la llei. La Unió Europea i altres organitzacions internacionals van manifestar el seu convenciment que "la justícia s'aplica de manera selectiva en virtut de motivacions polítiques". La Unió Europea va aparcar el tema de l'Acord d'Associació amb Ucraïna. La UE va demanar en repetides ocasions l'alliberament de Iúlia Timoixenko com a primera condició per a la signatura de l'Acord d'Associació amb l'UE. 
El juny del 2012, el Parlament Europeu va establir una missió de vigilància especial a Ucraïna, dirigida per l'expresident del Parlament Europeu, Pat Cox, i l'expresident polonès Aleksander Kwaśniewski. Tots dos polítics van observar proves, va visitar diverses vegades Timoixenko quan estava detinguda i van dur a terme reunions amb les autoritats d'Ucraïna en relació amb el seu alliberament.
La Unió Europea va deixar de banda el tema de l'Acord d'Associació amb Unió Europea i Tractat de Lliure Comerç amb Ucraïna.
El 30 d'abril del 2013, el Tribunal Europeu de Drets Humans va dictar sentència, afirmant que "la detenció preventiva de la senyora Timoixenko havia estat arbitrària, que la legalitat de la seva detenció no havia estat revisada adequadament, i que ella no tenia cap possibilitat d'obtenir una indemnització per la seva privació il·legal de llibertat."
El Senat dels Estats Units va aprovar dues resolucions on demanava l'excarceració de l'exprimer ministre Tymoshenko. La més recent, presentada al Senat el juny de 2013, demanava l'alliberament de Timoixenko a la llum de la recent sentència del Tribunal de Drets Humans, i va ser adoptat el 18 novembre 2013. Una resolució anterior, aprovada el 2012, va condemnar la persecució per motius polítics i l'empresonament de l'exprimera ministra d'Ucraïna Iúlia Timoixenko.
El 2 d'octubre del 2013, l'Assemblea Parlamentària del Consell d'Europa (APCE) va adoptar una resolució que demanava l'immediat alliberament de Iúlia Timoixenko i, l'endemà passat, Pat Cox i Aleksander Kwaśniewski, representants de la missió del Parlament Europeu, van lliurar el president Ianukóvitx una petició per perdonar-la.

### Alliberament de la presó el 2014
Després de la revolució ucraïnesa del 2014, el 21 de febrer del 2014, el Parlament va votar a favor del seu alliberament, en una votació a prova de veto 310-54. Llavors no estava clar quan seria alliberada perquè es va informar que el llavors president Víktor Ianukóvitx encara havia de signar el projecte de llei de despenalització en llei, i després els advocats de Timoixenko haurien de demanar al tribunal la seva sortida de la presó. Segons l'advocat de Timoixenko, Serhí Vlasenko aquest procés podria trigar dues setmanes. Però Ianukóvitx va ser destituït del seu càrrec el 21 febrer 2014 després de violents enfrontaments a Kíiv en què van morir més de 80 persones. El dissabte 22 de febrer del 2014 Timoixenko va ser alliberada de l'Hospital Clínic Central N º 5, situat a Khàrkiv, en el qual havia estat rebent tractament després de ser diagnosticada d'una hèrnia discal des del maig de 2012, sota vigilància policial. Després del seu alliberament Timoixenko va anunciar que es presentaria a les properes eleccions a la presidència del país en les properes eleccions i va expressar el seu suport a les protestes de l'EuroMaidan.
El Tribunal de Districte de Khàrkiv va tancar la causa penal per abús financer a Sistemes Units d'Energia d'Ucraïna el 28 de febrer del 2014.

### Activitats polítiques després de l'alliberament
Des del moment de la seva posada en llibertat el 22 de febrer del 2014, Timoixenko va ser una participant activa en la revolució. Ella, juntament amb Vitali Klitxkó, va assistir a una conferència política del Partit Popular Europeu de Dublín, on va tenir l'oportunitat oberta per discutir els esdeveniments amb Angela Merkel, José Manuel Barroso, Viviane Reding, Michel Barnier, Mariano Rajoy i Donald Tusk, entre altres figures notables.
El 7 de març del 2014, va ser ingressada a l'hospital Charité de Berlín, Alemanya, per al tractament dels seus severs problemes d'esquena.

### Guardons i premis
- Orde de Santa Bàrbara, Gran Màrtir de l'Església ortodoxa ucraïnesa de Patriarcat de Moscou (1998)
- Tercera dona més poderosa del món, segons la revista Forbes (juliol 2005)[20]
- "Persona de l'any a Europa central i de l'Est" premi al Fòrum Econòmic Internacional en Krynica-Zdrój, Polònia (setembre 2005)[347]
- "Prix de la fondation"premi a la governança eficaç i la campanya de lluita contra la corrupció en la sessió anual del Crans Montana Forum (desembre 2005)[348][349][nb 9]
- "Pel coratge polític" per la revista francesa "Politique internationale", que va ser el primer premi que s'atorga a un candidat d'Ucraïna durant els últims 25 anys d'història de la revista. (març de 2007)
- Premi de l'ONG estatunidenca Conservative Political Action Conference per la seva contribució al desenvolupament de la democràcia. (març del 2007)[119]
- Premi "Xakhtarska Slava" en el Dia Miner de carbó a Luhansk. (2008)
- Premi de l'Orde del Sant Sepulcre de Jerusalem de mans de l'Església Ortodoxa de Jerusalem, donat a Timoixenko pel Teòfil III de Jerusalem. (Octubre de 2008)
- Orde de Sant Andreu de II grau (la condecoració més alta atorgada per l'Església Ortodoxa Ucraïnesa (Patriarcat de Kíiv)) rebuda de mans del Patriarca Apostòlic d'Ucraïna Filaret de Kíev. (2011)
- Premi Internacional Papa Bonifaci VIII (octubre de 2012). La primera persona a rebre el premi va ser el pontífex Joan Pau II.
- Medalla Manuel Carrasco i Formiguera per la seva contribució a la defensa de la democràcia i la llibertat i la lluita pel restabliment de l'Estat de Dret a Ucraïna, atorgada per Unió Democràtica de Catalunya (juliol de 2013). Lliurada a la seva filla Ievhènia perquè en aquell moment Iúlia Timoixenko es trobava empresonada.[350][351][352][353]